# بيرسلاند (ساسكاتشوان)
بيرسلاند (بالإنجليزية: Pierceland, Saskatchewan)‏ هي قرية تقع في كندا في ساسكاتشوان. يقدر عدد سكانها بـ 449 نسمة ومساحتها 2.69 كم2 .

## أعلام
- غرانت إريكسون